# Liste der Bodendenkmäler in Rammingen (Bayern)
Auf dieser Seite sind die Bodendenkmäler in der schwäbischen Gemeinde Rammingen zusammengestellt. Diese Tabelle ist eine Teilliste der Liste der Bodendenkmäler in Bayern. Grundlage ist die Bayerische Denkmalliste, die auf Basis des Bayerischen Denkmalschutzgesetzes vom 1. Oktober 1973 erstmals erstellt wurde und seither durch das Bayerische Landesamt für Denkmalpflege geführt wird. Die folgenden Angaben ersetzen nicht die rechtsverbindliche Auskunft der Denkmalschutzbehörde.

## Bodendenkmäler der Gemeinde Rammingen

### Bodendenkmäler in der Gemarkung Oberrammingen
| Lage                     | Objekt | Akten-Nr.     | Bild |
| ------------------------ | --- | ------------- | ---- |
| Oberrammingen (Standort) | Grabhügel der Hallstattzeit.                                                                                                 | D-7-7929-0013 |      |
| Oberrammingen (Standort) | Mittelalterliche und frühneuzeitliche Befunde im Bereich der Katholischen Filialkirche Unserer Lieben Frau in Oberrammingen. | D-7-7929-0130 |      |
| Oberrammingen (Standort) | Siedlung vor- und frühgeschichtlicher Zeitstellung.                                                                          | D-7-7929-0145 |      |
| Oberrammingen (Standort) | Grabhügel vorgeschichtlicher Zeitstellung.                                                                                   | D-7-7929-0146 |      |
| Oberrammingen (Standort) | Siedlung vor- und frühgeschichtlicher Zeitstellung.                                                                          | D-7-7929-0147 |      |
| Oberrammingen (Standort) | Grabhügel vorgeschichtlicher Zeitstellung.                                                                                   | D-7-7929-0157 |      |

### Bodendenkmäler in der Gemarkung Unterrammingen
| Lage                      | Objekt | Akten-Nr.     | Bild |
| ------------------------- | --- | ------------- | ---- |
| Unterrammingen (Standort) | Grabhügel vorgeschichtlicher Zeitstellung. | D-7-7929-0011 |      |
| Unterrammingen (Standort) | Siedlung und Viereckschanze der späten Latènezeit.                                                                                            | D-7-7929-0046 |      |
| Unterrammingen (Standort) | Grabhügel vorgeschichtlicher Zeitstellung. | D-7-7929-0047 |      |
| Unterrammingen (Standort) | Grabhügel vorgeschichtlicher Zeitstellung. | D-7-7929-0048 |      |
| Unterrammingen (Standort) | Mittelalterliche und frühneuzeitliche Befunde im Bereich der Katholischen Pfarrkirche St. Magnus in Unterrammingen und ihrer Vorgängerbauten. | D-7-7929-0131 |      |
| Unterrammingen (Standort) | Teilstück einer Straße der römischen Kaiserzeit.                                                                                              | D-7-7929-0149 |      |